# Agence nationale du tourisme de la république d'Azerbaïdjan

L'agence nationale du tourisme de la république d'Azerbaïdjan est un organisme gouvernemental créé par décret du président de l'Azerbaïdjan relatif à l'amélioration de l'administration publique dans le domaine de la culture et du tourisme.

## Histoire
L'agence a été créée le 20 avril 2018 sur la base du ministère de la Culture et du Tourisme de la république d'Azerbaïdjan.
Le 21 avril 2018, Fouad Naghiyev a été nommé président de l'Agence nationale du tourisme par décret présidentiel « Sur la nouvelle composition du cabinet des ministres de la république d'Azerbaïdjan ».

## Structure
Par décret du président du 21 septembre 2018, la structure de l'agence est la suivante: Agence du tourisme de l'appareil d'État de la république d'Azerbaïdjan (divisions et secteurs) et offices de tourisme régionaux.
En vertu du décret présidentiel du 21 septembre 2018 « visant à assurer l'activité de l'Agence nationale du tourisme de la république d'Azerbaïdjan », le nombre d'employés a été fixé à 55 unités.

## Domaines d'activité
- Les activités de l'agence définies par le décret du président du 21 septembre 2018 sont les suivantes[5]:
- participer à la formation d’une politique d’État unifiée dans le domaine concerné et assurer la mise en œuvre de cette politique;
- mener des activités normatives dans le domaine concerné;
- assurer la réglementation, le contrôle et la coordination de l’État dans le domaine concerné;
- organiser des activités connexes avec d'autres agences, entreprises et organisations gouvernementales, ainsi que des personnes physiques et morales, y compris des organisations internationales et non gouvernementales, en vue de développer le tourisme;
- organiser l'utilisation intentionnelle du territoire susmentionné et en assurer la préservation;
- assurer la protection et la promotion des exemples culinaires nationaux.

Par le même décret, les tâches de l'agence incluent:
- effectuer des tâches découlant des activités de normalisation dans le domaine concerné;
- élaborer et mettre en œuvre des programmes d'État et des concepts de développement liés au domaine concerné;
- assurer la mise en œuvre des droits et libertés de l'homme et du citoyen en relation avec les activités;
- assurer l'amélioration des services touristiques par le biais d'agences subordonnées;
- mener des recherches et des investigations scientifiques afin de déterminer la situation actuelle dans le domaine du tourisme, les orientations de développement futures, ainsi que les perspectives;
- assurer le développement du tourisme sanitaire, sportif, alpin et hivernal, culturel, extrême, commercial, écologique, de la plage, de la chasse et d'autres types de tourisme;
- participer au développement de l’infrastructure touristique, y compris des réseaux aériens, maritimes, automobiles et ferroviaires, et faire des propositions aux agences compétentes en vue de relever le niveau de service de ces routes;
- assurer le développement des services de transport de passagers par mer dans la mer Caspienne, ainsi que dans son cours d'eau de Bakou avec des organisations connexes;
- exercer un contrôle sur les activités des établissements d’enseignement relevant de l’agence, faire des suggestions sur la détermination des orientations et des spécialités dans le domaine du tourisme;
- encourager les investissements dans les programmes d'éducation en tourisme;
- coordonner les travaux d'autres autorités exécutives dans le domaine concerné, ainsi que les activités des organes, associations et entités juridiques concernés;
- coordonner les relations internationales dans le domaine concerné, se joindre aux organisations internationales dans ce domaine et formuler des propositions concernant la signature des documents internationaux pertinents;

## Coopération internationale
L'Agence nationale du tourisme de la république d'Azerbaïdjan coopère actuellement avec de nombreuses organisations internationales telles que l'Organisation mondiale du tourisme, l'OMT, la Coopération économique de la mer Noire, le Conseil de coopération des États turcophones, l'Organisation pour la démocratie et le développement économique (GUAM), la Coopération économique, l’Organisation (ECO) et plusieurs autres organisations. Sur la base de la coopération bilatérale avec l’Organisation mondiale du tourisme (OMT), l’Agence a représenté l’Azerbaïdjan à la 109ème session du Conseil exécutif de l’OMT tenue à Manama (Bahreïn) du 30 octobre au 1er novembre 2018. En outre, la 110ème session du Conseil exécutif de l’OMT devrait se tenir à Bakou les 17 et 19 juin 2019.
Le 2 novembre 2018, l'Agence nationale du tourisme a participé à la conférence organisée par la BSEC à Istanbul.
Le 7 août 2018, dans le cadre de la coopération avec le Conseil de coopération des États turcophones, les représentants de l'Agence nationale du tourisme et du Bureau du tourisme d'Azerbaïdjan ont participé à la 13ème session du Groupe de travail sur le tourisme à Astana.
À la fin de 2018, l'Agence a ouvert des bureaux de représentation dans six pays : Allemagne, Émirats Arabes Unis, Arabie Saoudite, Chine, Inde et Russie.